# Jacques Courtilleau

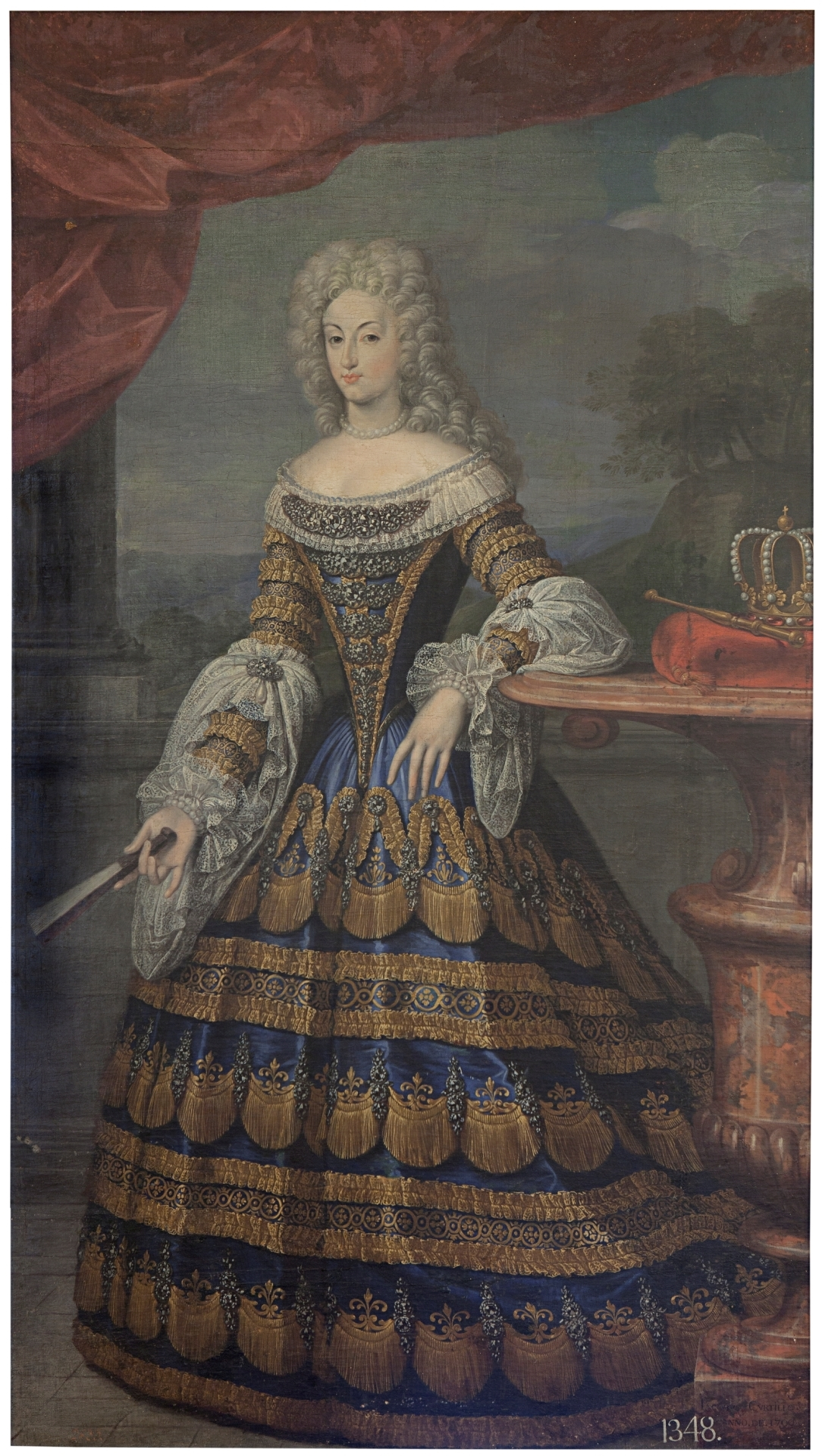
Mariana de Neoburgo, reina de España, 1700, óleo sobre lienzo, 224 x 125 cm, Madrid, Museo del Prado.

Jacques Courtilleau (f. 1696-1713) fue pintor de la reina Mariana de Neoburgo, segunda esposa de Carlos II, a la que acompañó en su destierro en Bayona.
Llamado en España Diego Cortillo, firmó Iacobus Curtillo anno 1700 el retrato de la reina Mariana de Neoburgo (Museo del Prado), a la que sirvió como su pintor de cámara desde 1696. No obstante las evidentes limitaciones del pintor, el retrato suponía una importante novedad en cuanto al modo de representación de los símbolos del poder, el escenario, el vestuario y las joyas que luce la reina, en todo ajenos a la tradición del retrato cortesano español e indicativos de la introducción del gusto francés en la corte madrileña al aproximarse el cambio de centuria.
Tras el cambio de dinastía, en 1702 acompañó a Felipe V en su campaña italiana al comienzo de la Guerra de Sucesión. En Turín podría haberse encargado de hacer los retratos de los familiares de la reina María Luisa Gabriela de Saboya, de los que se conserva el de María Giovanna Battista, duquesa de Saboya (1702, Museo del Prado).
No se tienen nuevas noticias de su carrera desde 1703, cuando consta su presencia en Turín como «pittore di S. M. Catholica» Felipe V,  hasta junio de 1710, momento en que reaparece en Bayona de nuevo al servicio de Mariana de Neoburgo como pintor de cámara y ayuda de la furriera, según consta en los libros de cuentas de la reina viuda exiliada. Murió en Bayona el 13 de noviembre de 1713.